# Claude Étienne Le Bauld de Nans

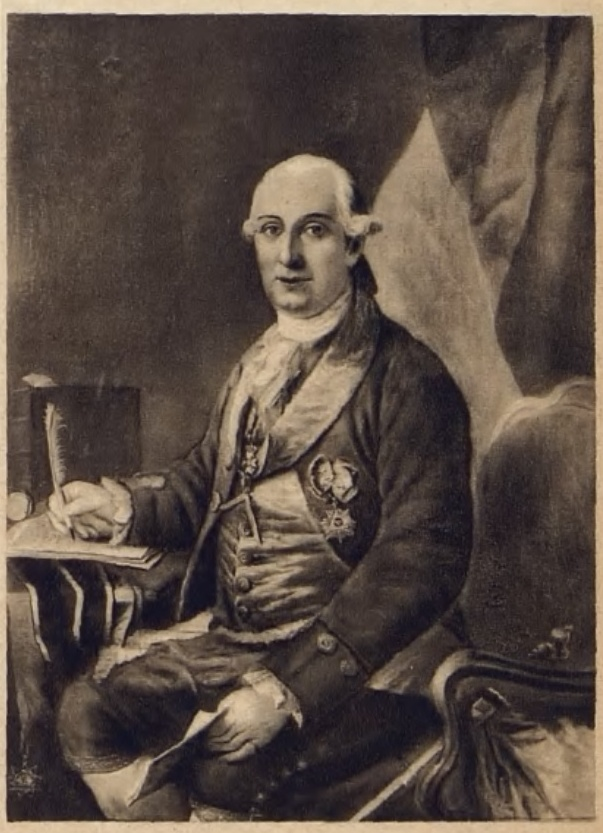
Claude Étienne Le Bauld de Nans (um 1790)

Claude Étienne Le Bauld de Nans, auch Lebauld oder Lebeau (* 12. Mai 1735 in Besançon; † 3. April 1792 in Berlin), war ein Schauspieler, Regisseur und Französischlehrer.

## Familie
Claude Étienne wurde am 12. Mai 1735 in Besançon als Sohn des Ehepaars Claude Joseph Lebeau und Jeanne Huguette Rolet geboren. Anfang der 1760er Jahre heiratete er Suzanne de la Haye (* etwa 1734; † 17. Dezember 1818 in Rheinsberg). Aus der Ehe gingen vier Söhne hervor:
- Laurenz August (* 2. Juni 1763 in Schwetzingen),[3] um 1815 Steuereinnehmer in Warschau, 1817 Steuereinnehmer auf Vorwerk Möckern bei Rheinsberg, zudem zeitweise Sänger und Musiker auf Schloss Rheinsberg.[4]

- Peter (* 12. September 1764 in Schwetzingen;[5] † 24. September 1842 in Rheinsberg), Kammerrat des Prinzen Heinrich von Preußen auf Schloss Rheinsberg und Gutsbesitzer.[6]

- Claudius Franz Josef (* 12. Februar 1767 in Mannheim; † 12. Februar 1844 in Breslau), Generalmajor im  preußischen Ingenieurkorps.

- Karl Theodor (* 16. Oktober  1768 in Mannheim;[7] † 25. März 1834 in Müllrose), Stallmeister und Leutnant im altpreußischen Dragonerregiment Königin Nr. 5 in Pasewalk, anschließend Postmeister in Müllrose.[8]

## Beruflicher Werdegang

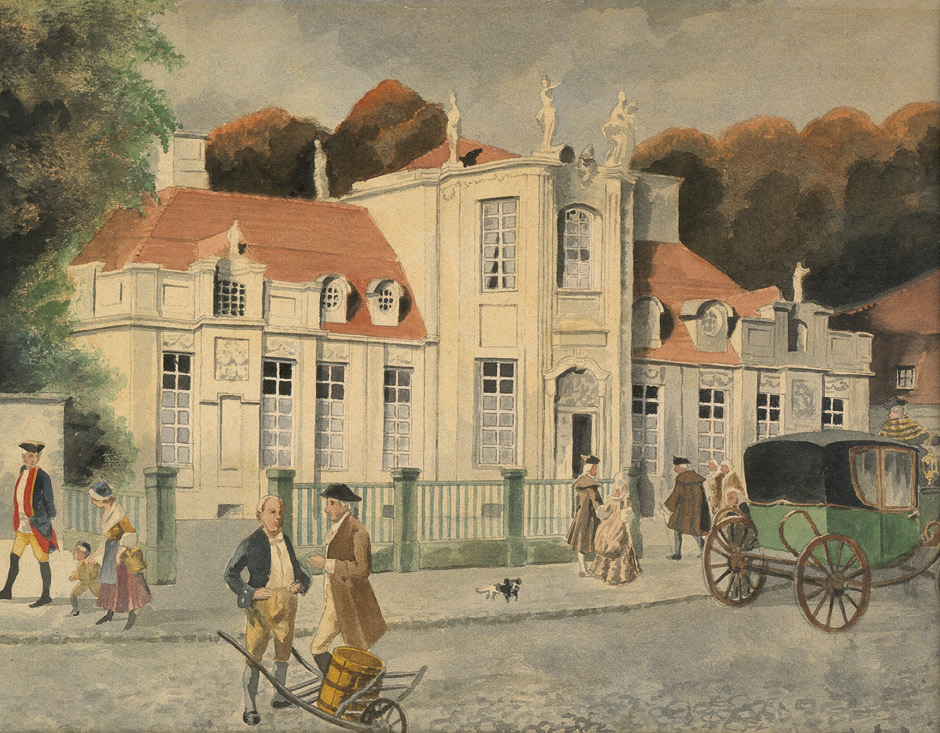
Logenhaus mit Wohnung der Familie Le Bauld

Le Bauld studierte vermutlich unter anderem in Parma, wo er 1755 in eine Freimaurerloge aufgenommen wurde. Später fand er Kontakt zum dortigen französischen Hoftheater Philipps von Spanien, Herzog von Parma, sowie dessen Tochter Isabella von Bourbon-Parma.
Anfang der 1760er Jahre erhielt er ein Engagement als Mitglied der Comédie-Française am Hof des pfälzischen Kurfürsten Karl Theodor in Mannheim bzw. in dessen Sommerresidenz in Schwetzingen. 1770 wurde dort die französische Komödie zugunsten des deutschen Schauspiels aufgegeben.
Le Bauld konnte direkt anschließend auf Vermittlung seines Bruders Claude Pierre Le Bauld (1745–1775) seine Arbeit am Hof des Fürsten Alexander Ferdinand von Thurn und Taxis in Regensburg als Theaterdirektor fortsetzen. Da Alexander Ferdinands Nachfolger, Karl Anselm von Thurn und Taxis, kein Interesse am französischen Schauspiel fand, erhielt das Ensemble im Frühjahr 1774 seinen Abschied.
1774/75 war er nach Berlin verzogen, legte sich dort den Künstlernamen Le Bauld de Nans zu und nahm am 22. April 1776 als Schauspieler an der Eröffnung des neuen französischen Komödienhauses teil, dessen Regisseur er wenig später wurde. Anfang 1778 war Friedrich der Große dem französischen Theater überdrüssig, zudem begann wenig später der Bayerische Erbfolgekrieg, sodass in Berlin, auch wegen der erwarteten zusätzlichen Kosten, das französische Schauspiel aufgegeben wurde.
Le Bauld war fortan vor allem als französischer Sprachlehrer am Hof der preußischen Prinzessin und späteren Königin Friederike Luise tätig, daneben unterrichtete er die Brüder von Humboldt. Zeitzeugen beschrieben ihn als „... zu seiner Zeit unstreitig der bester und gründlichste Lehrer der französischen Sprache“ zu sein. Darüber hinaus leitete er zeitweise Friederikes Hoftheater in Potsdam, die ihm für seine Tätigkeit eine Pension gewährte.
Seit 1781 bis zu seinem Tod war er in der Nachfolge von Joseph Du Fresne de Francheville Herausgeber der in Berlin erscheinenden Wochenzeitschrift Gazette littéraire de Berlin.
Zeitzeugen beschrieben Le Bauld: „Er war ein talentvoller Mann [er hatte gründliche humanistische, litterarische und Kunstkenntnisse], dabey aber halsstarrig, eigensinnig, rechthaberisch, auffahrend, und handelte, hierdurch geleitet, oft sehr inconsequent“.

## Freimaurerei
Le Bauld wurde 1755 in eine Freimaurerloge in Parma aufgenommen, etwa 1763 war er der Neubegründer der Loge St. Charles de l’Union in Mannheim und war zwischen 1766 und 1773 deren Meister vom Stuhl. Am 29. März 1776 trat er in die Loge Royal York in Berlin ein und übernahm dort bis 1787 verschiedene Ämter (bspw. Redner, Repräsentant, Bibliothekar). Schließlich war er von 1788 bis 1792 deren Meister vom Stuhl. Er wohnte zeitweise im Logenhaus auf der Neustadt, in der Letzten Straße (Villa Kamecke, spätere Dorotheenstraße Nr. 24).

## Werke (Auswahl)
- Recueil de pièces fugitives. Mannheim 1769 (209 S., Gedichtsammlung; Handschrift, Münchner Staatsbibliothek, Signatur Cod. gall. 423).
- Epithalame Sur Le Marriage de LL. AA. SS. Monseigneur Frederich-Auguste, Electeur de Saxe, & Madame Amelie-Auguste, Princesse Palatine de Deux-Ponts. 1769 (slub-dresden.de).
- Le Négociant et le Juif de Venise. Berlin 1775 (86 S., Komödie in 5 Akten, angelegt an Shakespeares Kaufmann aus Venedig; Handschrift, Münchner Staatsbibliothek, Signatur Cod. gall. 424).
- Recueil De Discours prononcés en différentes époques solemnelles, Dans la V[énéra]ble & Très ancienne Loge Française La Royale Yorck De L’Amitié Séante à L’O. de Berlin, affiliée à la G. L. d’Angleterre, le 24e. Juin 1767. Berlin 1781, urn:nbn:de:bvb:12-bsb10435401-4.
- La Famille Ridicule. Berlin 1789 (141 S., Komödie in 5 Akten; Universitätsbibliothek Halle, Signatur AB 35703).
- Le Bouquet de la Famille Royale, au Jour Anniversaire de la Naissance de sa Majesté la Reine de Prusse. Berlin 1789 (Libretto zum Geburtstag der Königin Friederike Luise, Musik von Wilhelm Friedrich Ernst Bach; Lettische Staatsbibliothek, Signatur RW2/1547,I).